# Maciej Musiał
Maciej Musiał (Varsavia, 11 febbraio 1995) è un attore e doppiatore polacco.

## Filmografia

### Attore

#### Cinema
- Futro, regia di Tomasz Drozdowicz (2007)
- Baby sa jakies inne, regia di Marek Koterski (2011)
- Mój biegun, regia di Marcin Glowacki (2011)
- Offline, regia di Jan P. Matuszynski - cortometraggio (2012)
- Dom na koncu drogi, regia di Wojciech Kasperski - cortometraggio (2013)
- Dzien dobry, kocham cie!, regia di Ryszard Zatorski (2014)
- Dwie Korony, regia di Michal Kondrat (2017)
- Milosc jest wszystkim, regia di Michal Kwiecinski (2018)
- Druga polowa, regia di Łukasz Wiśniewski (2021)

#### Televisione
- Prawo miasta – serie TV, 2 episodi (2007)
- Hotel pod zyrafa i nosorozcem – serie TV, 13 episodi (2008)
- Nowa – serie TV, 1 episodio (2010)
- Ranczo – serie TV, 1 episodio (2011)
- Prawo Agaty – serie TV, 1 episodio (2012)
- Hotel 52 – serie TV, 20 episodi (2012-2013)
- Czas honoru. Powstanie – serie TV, 12 episodi (2014)
- Krew z krwi – serie TV, 18 episodi (2012-2015)
- 1983, regia di Olga Chajdas, Agnieszka Smoczyńska, Kasia Adamik e Agnieszka Holland – miniserie TV (2018)
- DNA – serie TV, 1 episodio (2019)
- Pulapka – serie TV, 3 episodi (2019)
- The Witcher – serie TV, 2 episodi (2019)
- Teatr Telewizji – serie TV, 4 episodi (2005-2020)
- Rodzinka.pl – serie TV, 266 episodi (2011-2020)
- Ojciec Mateusz – serie TV, 44 episodi (2008-2020)
- Klangor – serie TV, 4 episodi (2021)
- 1899 - serie TV, 8 episodi (2022)

### Doppiatore
- Muumien taikatalvi, regia di Ira Carpelan, Jakub Wronski e Bartosz Wierzbieta (2017) Versione polacca
- Popiel. Syn popiolów (Audioserial) – audioserie TV, 10 episodi (2019)
- Lalka (Audioserial) – audioserie TV, 13 episodi (2020)